# Stan skupienia materii
Stan skupienia materii – podstawowa forma, w jakiej występuje substancja, określająca jej podstawowe właściwości fizyczne. Właściwości substancji wynikają z układu oraz zachowania cząsteczek tworzących daną substancję. Bardziej precyzyjnym określeniem form występowania substancji jest faza termodynamiczna materii.

## Uproszczony podział stanów skupienia
Tradycyjny podział stanów skupienia wyróżnia trzy takie stany:
- stały (ciało stałe);
- ciekły (ciecz);
- gazowy (gaz).

Podział ten, pochodzący z XVII wieku, wynika z podstawowych właściwości substancji w danym stanie:
- stały – objętość i kształt są w zasadzie zachowane;
- ciekły – trudno zmienić objętość, a kształt łatwo; w otwartym naczyniu w polu grawitacyjnym tworzy się powierzchnia swobodna;
- gazowy – substancja przyjmuje objętość i kształt naczynia, zajmuje całą dostępną przestrzeń, czyli nie tworzy powierzchni swobodnej.

Występowanie większości substancji w danym stanie skupienia zależy od warunków termodynamicznych, czyli ciśnienia i temperatury, np. woda pod ciśnieniem normalnym w temperaturze poniżej 0 °C jest ciałem stałym, w temperaturach od 0 do 100 °C jest cieczą, a powyżej 100 °C staje się gazem.
Niektóre substancje w identycznych warunkach mogą występować w różnych stanach skupienia w zależności od tego, w jakim stanie były przed zmianą warunków (przechłodzenie, przegrzanie). Substancja przechłodzona lub przegrzana może samorzutnie przejść do innego stanu skupienia. Różne fazy danej substancji mogą również współistnieć w tych samych warunkach, np. układ ciecz-para.

## Fazy materii
Właściwości ciał w poszczególnych stanach zależą od ułożenia cząsteczek (lub atomów), z których zbudowane jest to ciało. Z tego punktu widzenia ten stary podział jest prawdziwy tylko dla niektórych substancji, gdyż badania naukowe wykazały, że to, co wcześniej uważano za jeden stan skupienia, można w rzeczywistości podzielić na wiele faz materii, różniących się konfiguracją cząsteczek. Mogą nawet występować sytuacje, w których w jednym ciele równocześnie cząsteczki mogą być ułożone w różny sposób. W szczególności okazało się, że stały i ciekły stan skupienia może być realizowany na wiele różnych sposobów. Sposoby te są nazywane fazami materii. Liczba niezależnych składników, liczba faz w układzie oraz liczba zmiennych intensywnych (np. ciśnienie, temperatura), które można zmieniać bez jakościowej zmiany układu, opisuje ważna reguła faz Gibbsa.
Zmiana fazy materii może wymagać dostarczenia lub odebrania energii, wówczas ilość przepływającej energii (ciepła Q) jest proporcjonalna do masy substancji zmieniającej fazę i można wyrazić ją wzorem:
{\displaystyle Q=m{L}}
m – masa,
L – ciepło przemiany fazowej (np. ciepło topnienia, ciepło skraplania).

Możliwe zależności ciepła właściwego C od temperatury T w pobliżu temperatury przemiany fazowej (linia przerywana)

Niektóre przemiany fazowe przebiegają bez dostarczenia lub odebrania energii, o zmianie fazy wnioskujemy na podstawie skokowej zmiany niektórych wielkości opisujących to ciało.
Opisem procesów zmian pomiędzy fazami zajmuje się teoria przejść fazowych, zwana także czasem teorią zjawisk krytycznych.
Wykresy fazowe są często stosowaną w fizyce graficzną reprezentacją rzeczywistego fazowego zachowania się danej substancji. Mają one na osiach ciśnienie i temperaturę. Linie oznaczają warunki, w których dochodzi do przemian fazowych, zaś obszary między nimi wyznaczają warunki, w których dana faza jest stabilna.
W przypadku substancji składających się z jednego rodzaju atomów lub jednego rodzaju cząsteczek, które tak jak woda posiadają tylko trzy fazy – krystaliczną, ciekłą i gazową, wykres ten przybiera zazwyczaj następującą postać:
|  | Strzałki przedstawiają przemiany fazowe: - S – sublimacja – przejście od fazy krystalicznej do gazowej - R – resublimacja – przejście od fazy gazowej do krystalicznej - T – topnienie – przejście z fazy krystalicznej (lub amorficznej) do fazy ciekłej - K – krzepnięcie – przejście od fazy ciekłej do fazy krystalicznej lub amorficznej - P – parowanie, wrzenie – przejście od fazy ciekłej do gazowej - Sk – skraplanie – przejście od fazy gazowej do ciekłej |

| Stan początkowy | Stan końcowy | Stan końcowy | Stan końcowy |
| Stan początkowy | stały        | ciekły       | gazowy       |
| stały           |              | topnienie    | sublimacja   |
| ciekły          | krzepnięcie  |              | parowanie    |
| gazowy          | resublimacja | skraplanie   |              |

Dla substancji bardziej złożonych lub zdolnych do tworzenia większej liczby faz wykres ten przybiera często zupełnie inny kształt.

Przykład równowagi fazowej dla układu wielofazowego – stop żelaza z węglem

Poniższy diagram przedstawia stany równowagi fazowej dla roztworu węgla w żelazie (linia ciągła dotyczy roztworu cementytu w żelazie, a linia przerywana – roztworu grafitu w żelazie). Z wykresu tego wynika podział stopów żelaza na stal (0–2,11% C) i żeliwo (2,11–6,67% C) oraz właściwości różnych gatunków stali. Każdy obszar odpowiada stanowi stabilnemu jednej z form, szybkie chłodzenie stali powoduje zachowanie układu cząsteczek fazy z wyższej temperatury w temperaturach pokojowych (tzw. hartowanie i obróbka cieplna stali).

## Pełny podział stanów skupienia
W najobszerniejszej dotąd opublikowanej klasyfikacji występuje 500 stanów skupienia. Nie każda zmiana wyglądu danej substancji musi od razu wiązać się z faktyczną zmianą fazy. Wiele substancji – zwłaszcza tych, które są mieszaninami różnych związków chemicznych – może występować naraz w dwóch lub więcej fazach. W substancjach takich występują wtedy tzw. domeny, czyli małe obszary różnych faz, które łącznie tworzą tzw. mikrostrukturę danej substancji. Zjawisko to występuje np. w szkle oraz w stopach metali, gdzie występują domeny fazy krystalicznej i fazy amorficznej.
W fizyce przyjmuje się, że dana substancja istnieje w dwóch różnych fazach, gdy:
- zmieniając ciśnienie lub temperaturę, obserwuje się w pewnym momencie przemianę fazową; przemiana ta musi się wiązać z mierzalną skokową zmianą entropii układu, wskazującą na to, że doszło do zasadniczego jakościowego przeorganizowania się cząsteczek;
- ta sama substancja występująca naraz w dwóch fazach nie miesza się ze sobą, tworząc tzw. granicę międzyfazową.

Aktualnie w fizyce przyjmuje się istnienie następujących faz:
- fazy płynne – czyli takie, które płyną, gdy poddaje się je siłom ścinającym:
  - plazma kwarkowa – hipotetyczny stan występujący, gdy ciśnienie jest na tyle duże, że w plazmie neutronowej przestają istnieć neutrony jako oddzielne cząstki, a zlewają się w jedno; stan ten występuje w gwiazdach dziwnych, są to gwiazdy o gęstości większej od gęstości gwiazdy neutronowej;
  - plazma neutronowa – jest to w zasadzie gaz, jednak składający się głównie z neutronów; z plazmy tej zbudowane są gwiazdy neutronowe;
  - plazma – jest to w zasadzie gaz, ale tworzony przez silnie zjonizowane atomy/cząsteczki oraz elektrony; plazmę można wytwarzać w specjalnych urządzeniach, występuje ona także w jądrach większości gwiazd; w plazmie cząsteczki mają na tyle dużą energię, że zderzenia między cząsteczkami nie są sprężyste, dochodzi do wzbudzenia lub jonizacji cząsteczek; plazma przewodzi prąd elektryczny;
  - faza gazowa – całkowity brak organizacji – cząsteczki (lub atomy) mają pełną swobodę ruchu i nie występują między nimi żadne oddziaływania oprócz odpychania w momencie zderzeń i przyciągania grawitacyjnego (które jest istotne dla zachowania się dużych obszarów gazu w przestrzeniach międzygwiezdnych); energia cząsteczek nie jest zbyt duża i dlatego ich zderzenia są sprężyste; w gazie mogą występować przyciągania między cząsteczkami, lecz energia tych oddziaływań jest mniejsza od energii kinetycznej cząsteczek;
  - faza nadkrytyczna – powstająca po przekroczeniu ciśnienia i temperatury punktu krytycznego; faza ta ma pośrednie właściwości między cieczą a gazem;
  - faza ciekła – istnieje przyciąganie międzycząsteczkowe powodujące, że cząsteczki pozostają blisko siebie, ale zachowują swobodę ruchu; oddziaływania te tworzą bliskozasięgowe i średniozasięgowe uporządkowanie w cieczy lub w roztworach, przykładowo – oddziaływania dipolowe (odpowiedzialne za hydratację jonów w roztworze), siły Van der Waalsa oraz wiązania wodorowe; istnienie tych oddziaływań powoduje powstawanie uporządkowanych struktur cząsteczek w cieczach, w szczególności w wodzie, bez nich nie mogłyby istnieć organizmy żywe;
    - faza ciekła izotropowa – w fazie tej nie występuje żadne dalekozasięgowe uporządkowanie cząsteczek (podobnie jak w gazach), choć mogą występować elementy uporządkowania krótkozasięgowego (w obrębie kilku – kilkunastu cząsteczek);
    - faza nadciekła – różni się od zwykłej cieczy tym, że jej lepkość jest równa 0; fazę nadciekłą tworzą substancje, które są w stanie utworzyć kondensat Bosego-Einsteina lub kondensat fermionów. Układy nadciekłe zbliżone są do zwykłych cieczy, ale ruchy atomów wykonywane są kolektywnie. Wykazują one zerową lepkość podczas przepływu, mogą wypełzać z naczynia po jego ściankach i wykazują ciekawe właściwości akustyczne. Obecnie znane są tylko dwa przykłady układów nadciekłych: Hel-4 w temperaturze poniżej 2,1768 K oraz Hel-3 o temperaturze poniżej 0,0026 K;
    - ciekłe kryształy – są to wbrew nazwie ciecze, w których jednak istnieje częściowe dalekozasięgowe uporządkowanie cząsteczek; obecnie znanych jest kilkadziesiąt różnych faz ciekłokrystalicznych, które różnią się rodzajem tego dalekozasięgowego uporządkowania;
- fazy stałe – czyli takie, które nie płyną, tzn. pod wpływem sił ścinających ulegają naprężeniom, a przy większych pękają lub płyną (plastyczne):
  - faza krystaliczna – w fazie tej cząsteczki są dobrze zlokalizowane i tworzą trwałe sieci;
  - kryształy plastyczne – w fazie tej cząsteczki są również zablokowane, ale mogą rotować (obracać się) wokół własnych osi;
  - kryształy condis – w fazie tej cząsteczki nie mogą się przemieszczać, ale mogą zmieniać w dość szerokim zakresie swoją konformację;
  - faza amorficzna – w fazie tej cząsteczki nie tworzą sieci krystalicznej, ale oddziaływania między nimi są na tyle silne, że nie mogą się one swobodnie przemieszczać względem siebie; czasami fazę amorficzną nazywa się też superlepką cieczą lub cieczą zamrożoną.